# Tupolev ANT-40
Il Tupolev ANT-40 era un bombardiere monoplano bimotore, prodotto in Unione Sovietica tra gli anni trenta e gli anni quaranta.
Era noto anche come Tupolev SB (dal russo: Скоростной бомбардировщик, Skorostnoj bombardirovščik, bombardiere veloce), in base alla denominazione assegnata dall'Aeronautica militare sovietica. Durante la guerra di Spagna, venne soprannominato "Katiusha" dagli equipaggi delle forze repubblicane che lo utilizzarono, dal titolo della omonima popolare canzone russa. 

## Storia del progetto
La richiesta ufficiale dalla quale nacque il progetto dell'ANT-40 prevedeva la realizzazione di un bombardiere veloce che, seppur con armamento più leggero, possedesse prestazioni del 50% superiori a quelle del bombardiere strategico Tupolev TB-3.
I primi studi circa il suo progetto vennero iniziati dallo TsAGI a partire dal gennaio del 1934 ed il loro sviluppo venne affidato all'OKB n°156, guidato da Andrej Nikolaevič Tupolev. Il risultato finale di questi studi era un velivolo dalle caratteristiche decisamente innovative, per l'epoca: monoplano ad ala media ed a sbalzo, aveva struttura interamente metallica e carrello retrattile.

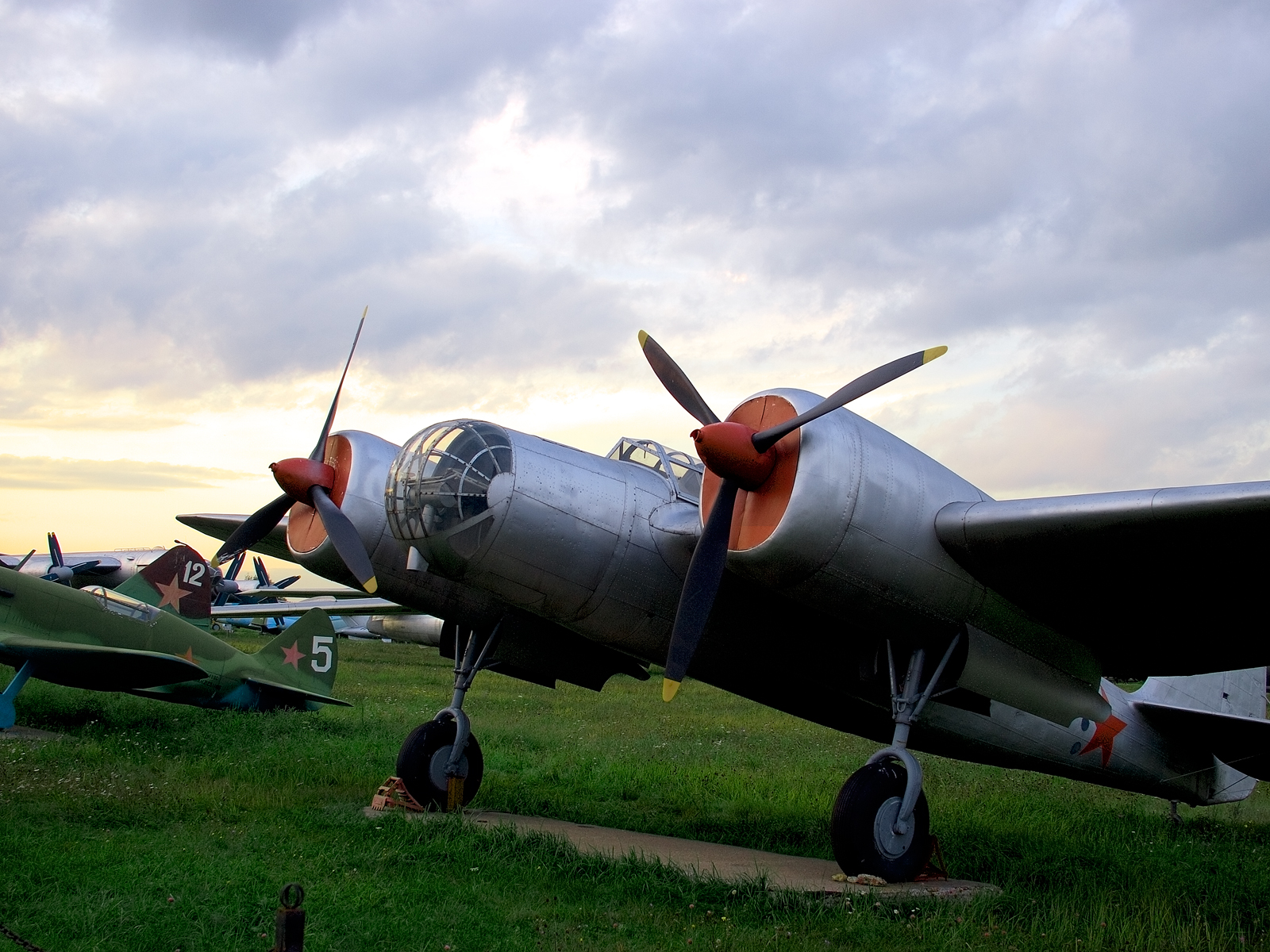
Un esemplare di SB-2 esposto presso il Museo centrale della Federazione Russa delle aeronautiche militari.

Il primo prototipo, portato in volo il 25 aprile 1934, era dotato di due motori radiali Wright Cyclone da 700 hp ciascuno; in seguito ad un incidente in fase di atterraggio questo velivolo venne successivamente motorizzato con motori di produzione sovietica Tumanskij M-87.
Il secondo e terzo prototipo vennero invece motorizzati con una coppia di Hispano-Suiza 12Y e modificati nelle ali (dotate di corda maggiorata) e nei piani di coda.
La produzione di serie (identificata dalla V-VS come SB-2) venne incentrata sul modello derivato dai prototipi 2 e 3; per la motorizzazione furono utilizzati inizialmente i motori Klimov M-100, in sostanza la versione prodotta su licenza del V-12 francese, in grado di sviluppare una potenza di 750 hp e, in un secondo momento, la versione M-100A da 860 hp.
Tra il 1936 ed il 1938 venne introdotta la versione definita SB-2bis, dotata di motori Klimov M-103 da 960 hp (per altro carenati in modo molto più aerodinamico rispetto a quanto avvenuto nel caso della prima versione), di tettuccio per il navigatore/bombardiere di maggiori dimensioni e di ruotino di coda collegato ai comandi del pilota.
Dopo l'inizio della seconda guerra mondiale, a testimonianza del successo ottenuto dallo Junkers Ju 87 sul fronte polacco, venne sviluppata anche una versione da bombardamento in picchiata, con ali di superficie ridotta, aerofreni e motori Klimov M-105 (uno sviluppo autonomo della precedente produzione su licenza) da 1 050 hp.
Questo velivolo risulta identificato sia come Tupolev SB-RK (разрезное крыло, razreznoe krylo, ala con ipersostentatori a fessura), sia come Arkhangelsky Ar-2: in pratica lo sviluppo della cellula originale, avvenuto negli anni durante i quali Tupolev era detenuto, verrebbe attribuito ad Aleksandr Aleksandrovič Archangel'skij (disegnatore appartenente anch'esso all'OKB-156).
Dell'ANT-40 risulta costruita una versione da trasporto merci definita PS-40 oltre a diverse altre rimaste allo stadio progettuale o di prototipo, tra le quali una destinata all'impiego come silurante.
Tra la fine degli anni trenta ed i primi anni quaranta, con i suoi 6 656 esemplari (tra cui 111 costruiti su licenza dalla cecoslovacca Avia, come B-71), il Tupolev ANT-40 fu il bombardiere leggero fabbricato nel maggior numero di unità dell'epoca.

## Impiego operativo

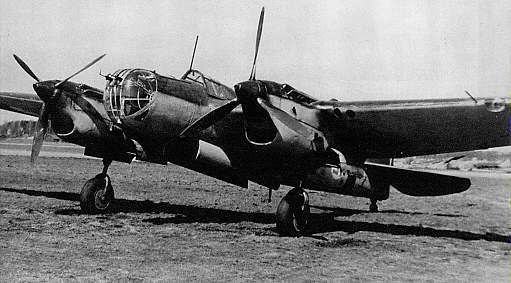
Un'altra immagine di un ANT-40 con le insegne finlandesi; si noti il disegno delle gondole motore, molto più aerodinamico rispetto a quello della versione iniziale.

L'esordio operativo degli ANT-40 avvenne con i reparti della Fuerzas Aéreas de la República Española, nella guerra di Spagna.
L'aereo era entrato in servizio nei primi mesi del 1936 con la V-VS che decise di testare le sue prestazioni direttamente sul campo di battaglia, inviandone pertanto diversi esemplari a sostegno delle forze repubblicane. I risultati furono lusinghieri, addirittura al di sopra di ogni aspettativa: in pratica risultò il velivolo più veloce dei cieli di Spagna, tanto che, secondo alcune fonti, risultò pressoché impossibile da intercettare da parte della caccia avversaria. Tale invincibilità verrebbe tuttavia confutata da altre fonti che indicano 48 abbattimenti confermati, soltanto per opera dei caccia italiani Fiat C.R.32.
Successivamente, direttamente nei reparti della V-VS, gli SB-2 vennero impiegati sia nel corso della guerra d'inverno che nel corso di combattimenti avvenuti lungo l'estremo confine orientale con i territori giapponesi. In questo caso il velivolo mise in luce i propri limiti nei confronti di aerei di concezione più recente.
Con l'invasione della Cecoslovacchia, le truppe tedesche catturarono diversi esemplari di SB-2 ed Avia B-71: questi vennero successivamente impiegati direttamente dalla Luftwaffe oppure assegnati alle aviazioni alleate di Finlandia e Bulgaria.
Al momento dell'invasione nazista, gli SB-2 vennero impiegati intensamente in combattimenti spesso tanto coraggiosi quanto disperati. In ragione delle loro prestazioni, ormai evidentemente superate, i mezzi superstiti vennero impiegati prevalentemente in azioni notturne.

## Versioni

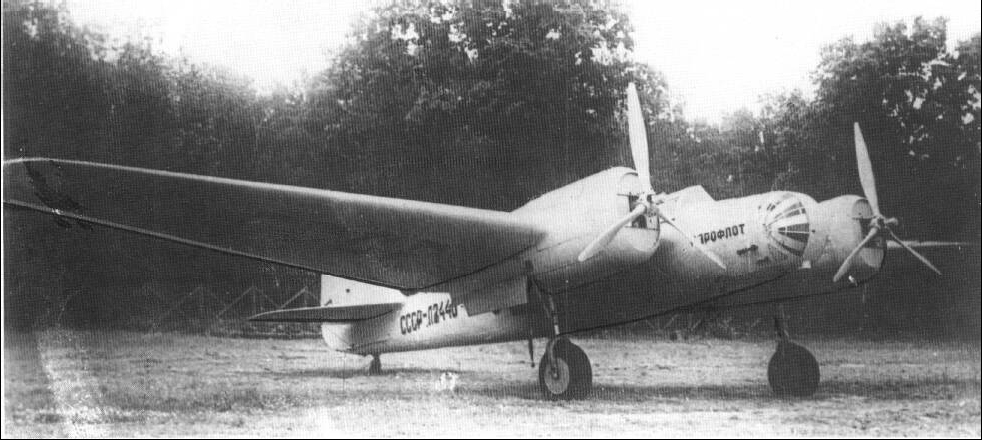
Un ANT-40 (PS-40) con le insegne dell'Aeroflot.

(Vengono riportate solo le versioni principali. Risultano diverse altre versioni, rimaste allo stato di progetto, oppure completate in pochi esemplari e spesso a titolo sperimentale.)
Dati estratti da www.aviation.ru.
- ANT-40.1 o ANT-40 2RTs: prototipo dotato dei motori Wright Cyclone (da 730 hp); costruito nell'ottobre del 1934. Aveva dimensioni leggermente inferiori rispetto ai successivi SB. Danneggiato in fase di atterraggio, dopo un volo di prova, venne riparato ed impiegato per una seconda serie di test svolti tra febbraio e luglio del 1935. In seguito venne impiegato per scopi sperimentali (es.: installazione di sci per i terreni innevati).
- ANT-40.2 o ANT-40 2IS: prototipi costruiti alla fine del 1934. I primi test di volo fecero registrare la velocità massima di 430 km/h. Dopo ulteriori test di volo, protratti fino all'aprile del 1936 questa divenne la versione produttiva di serie.
- SB-2 M-100 - prima versione di produzione. La superficie alare era stata estesa a 56,7 m². Equipaggiato con motori Klimov M-100 (Hispano-Suiza 12Y costruito su licenza).
- SB-2 M-100A: dotata di nuovi motori (da 860 hp) e di cappottature dei motori modificate. Prodotto a partire dalla fine del 1936.
  - PS-40 M-100A: versione da trasporto merci, prodotta per l'Aeroflot nel 1938.
  - Avia B-71: SB-2 M-100A costruiti su licenza in Cecoslovacchia.
- SB-2bis M-103: dotata dei nuovi motori Klimov M-103, di abitacolo per il navigatore più ampio e di ruotino di coda controllabile. I primi collaudi risalgono al settembre del 1937. Gli esemplari prodotti a partire dal 1939 furono equipaggiati con nuove eliche, mentre dal 1940 venne rinnovata la forma della cupola per il cannoniere.
- SB-RK: versione per il bombardamento in picchiata. Identificata anche come RK, KR oppure Arkhangelski Ar-2. Dotata di motori Klimov M-105R, aveva i radiatori annegati nello spessore alare. Poteva trasportare 600 kg di bombe nella stiva in fusoliera e fino a 1 500 kg in piloni subalari. La produzione venne sospesa dopo nemmeno un anno a favore dei più moderni, ed efficaci, Petlyakov Pe-2 e Tupolev Tu-2.

## Sviluppi correlati
Dati estratti da www.aviation.ru.
- ANT-41 / T-1: versione destinata al ruolo di aerosilurante; i voli di collaudo iniziarono nel 1936 ma il prototipo rimase distrutto in un incidente durante uno di questi, dopodiché il progetto venne abbandonato.
- ANT-46 / DI-8: caccia pesante biposto, equipaggiato con motori Gnome-Rhône 14K (da 800 hp) ed armato con due cannoni senza rinculo da 45 mm. I voli di collaudo iniziarono nell'agosto del 1935 ma l'abbandono dello sviluppo del cannone portò con sé quello del velivolo.

## Velivoli comparabili
Germania
- Dornier Do 17

 Francia
- Amiot 143

 Polonia
- PZL.37 Łoś

 Regno Unito
- Bristol Blenheim

 Stati Uniti
- Martin B-10

## Utilizzatori
Bulgaria
- Vazhdushnite na Negovo Velichestvo Voiski (prede di guerra tedesche)

 Cecoslovacchia
- Češkoslovenske Letectvo

 Finlandia
- Suomen ilmavoimat (prede di guerra)

 Germania
- Luftwaffe (prede di guerra)

 Spagna
- Fuerzas Aéreas de la República Española

 Unione Sovietica
- Sovetskie Voenno-vozdušnye sily